# Holme Green (Berkshire)
Holme Green – osada w Anglii, w hrabstwie ceremonialnym Berkshire, w dystrykcie (unitary authority) Wokingham. Leży 14 km na południowy wschód od centrum miasta Reading i 49 km na zachód od centrum Londynu.